# Obergruben
Obergruben ist ein Ortsteil der Gemeinde Hofbieber im osthessischen Landkreis Fulda.

## Geographische Lage
Der Ort liegt ca. 6 km östlich vom Ortsteil Hofbieber (Ortsteil) und grenzt im Uhrzeigersinn im Norden beginnend an, die Ortsteile Mahlerts, Unterbernhards (Gemeinde Hilders), Eckweisbach (Gemeinde Hilders), Elters, Wittges und Langenberg
Siedlungsplätze innerhalb der Gemarkung
- Gäcksburg
- Niedergrubenhaug
- Obergrubenhaug

## Geschichte

### Ortsgeschichte
Die älteste bekannte schriftliche Erwähnung von Obergruben erfolgte unter dem Namen Gruben im Jahr 1315.
Im Jahr 1928 erfolgt die Eingemeindung von Teilen des aufgelösten Gutsbezirks Forst Thiergarten.
Zum 1. August 1972 wurde die bis dahin selbständige Gemeinde Obergruben – zuvor im Landkreis Hünfeld gelegen – im Zuge der Gebietsreform in Hessen kraft Landesgesetz in die Gemeinde Hofbieber eingemeindet. Wie für alle nach Hofbieber eingegliederten Gemeinden wurde auch für Obergruben ein Ortsbezirk gebildet.

### Verwaltungsgeschichte im Überblick
Die folgende Liste zeigt die Staaten und Verwaltungseinheiten, denen Obergruben angehört(e):
- vor 1803: Heiliges Römisches Reich, Hochstift Fulda, Amt Bieberstein
- 1803–1806: Heiliges Römisches Reich, Fürstentum Nassau-Oranien-Fulda, Fürstentum Fulda, Amt Bieberstein
- 1806–1810: Kaiserreich Frankreich, Fürstentum Fulda (Militärverwaltung)
- 1810–1813: Großherzogtum Frankfurt, Departement Fulda, Disrrikt Bieberstein
- ab 1816: Kurfürstentum Hessen, Großherzogtum Fulda, Amt Bieberstein
- ab 1821/22: Kurfürstentum Hessen, Provinz Fulda, Kreis Fulda[7][Anm. 2]
- ab 1823: Kurfürstentum Hessen, Provinz Fulda, Kreis Hünfeld
- ab 1848: Kurfürstentum Hessen, Bezirk Fulda
- ab 1851: Kurfürstentum Hessen, Provinz Fulda, Kreis Hünfeld
- ab 1867: Norddeutscher Bund, Königreich Preußen,[Anm. 3] Provinz Hessen-Nassau, Regierungsbezirk Kassel, Kreis Hünfeld
- ab 1871: Deutsches Reich,  Königreich Preußen, Provinz Hessen-Nassau, Regierungsbezirk Kassel, Kreis Hünfeld
- ab 1918: Deutsches Reich, Freistaat Preußen, Provinz Hessen-Nassau, Regierungsbezirk Kassel, Kreis Hünfeld
- ab 1944: Deutsches Reich, Freistaat Preußen, Provinz Kurhessen, Landkreis Hünfeld
- ab 1945: Deutsches Reich, Amerikanische Besatzungszone, Groß-Hessen, Regierungsbezirk Kassel, Landkreis Hünfeld
- ab 1946: Deutsches Reich, Amerikanische Besatzungszone, Hessen, Regierungsbezirk Kassel, Landkreis Hünfeld
- ab 1949: Bundesrepublik Deutschland, Hessen, Regierungsbezirk Kassel, Landkreis Hünfeld
- ab 1972: Bundesrepublik Deutschland, Land Hessen, Regierungsbezirk Kassel, Landkreis Fulda, Gemeinde Hofbieber

## Bevölkerung

### Einwohnerstruktur 2011
Nach den Erhebungen des Zensus 2011 lebten am Stichtag dem 9. Mai 2011 in Obergruben 42 Einwohner. Darunter waren keine Ausländer.
Nach dem Lebensalter waren 9 Einwohner unter 18 Jahren, 18 waren zwischen 18 und 49, 9 zwischen 50 und 60 und 9 Einwohner waren älter.
Die Einwohner lebten in 15 Haushalten. Davon waren 3 Singlehaushalte, 3 Paare ohne Kinder und 6 Paare mit Kindern, sowie 3 Alleinerziehende und keine Wohngemeinschaften. In 3 Haushalten lebten ausschließlich Senioren und in 9 Haushaltungen leben keine Senioren.

### Einwohnerentwicklung
- 1812: 12 Feuerstellen, 86 Seelen[2]

| Obergruben: Einwohnerzahlen von 1812 bis 2023 | Obergruben: Einwohnerzahlen von 1812 bis 2023 | Obergruben: Einwohnerzahlen von 1812 bis 2023 | Obergruben: Einwohnerzahlen von 1812 bis 2023 | Obergruben: Einwohnerzahlen von 1812 bis 2023 |
| --- | --------------------------------------------- | --------------------------------------------- | --------------------------------------------- | --------------------------------------------- |
| Jahr |                                               |                                               |                                               | Einwohner                                     |
| 1812 | 1812                                          |                                               | 86                                            | 86                                            |
| 1834 | 1834                                          |                                               | 98                                            | 98                                            |
| 1840 | 1840                                          |                                               | 91                                            | 91                                            |
| 1846 | 1846                                          |                                               | 83                                            | 83                                            |
| 1852 | 1852                                          |                                               | 75                                            | 75                                            |
| 1858 | 1858                                          |                                               | 70                                            | 70                                            |
| 1864 | 1864                                          |                                               | 72                                            | 72                                            |
| 1871 | 1871                                          |                                               | 78                                            | 78                                            |
| 1875 | 1875                                          |                                               | 78                                            | 78                                            |
| 1885 | 1885                                          |                                               | 74                                            | 74                                            |
| 1895 | 1895                                          |                                               | 71                                            | 71                                            |
| 1905 | 1905                                          |                                               | 68                                            | 68                                            |
| 1910 | 1910                                          |                                               | 67                                            | 67                                            |
| 1925 | 1925                                          |                                               | 64                                            | 64                                            |
| 1939 | 1939                                          |                                               | 51                                            | 51                                            |
| 1946 | 1946                                          |                                               | 71                                            | 71                                            |
| 1950 | 1950                                          |                                               | 69                                            | 69                                            |
| 1956 | 1956                                          |                                               | 55                                            | 55                                            |
| 1961 | 1961                                          |                                               | 53                                            | 53                                            |
| 1967 | 1967                                          |                                               | 49                                            | 49                                            |
| 1970 | 1970                                          |                                               | 56                                            | 56                                            |
| 1980 | 1980                                          |                                               | ?                                             | ?                                             |
| 1990 | 1990                                          |                                               | ?                                             | ?                                             |
| 2000 | 2000                                          |                                               | ?                                             | ?                                             |
| 2011 | 2011                                          |                                               | 42                                            | 42                                            |
| 2023 | 2023                                          |                                               | 39                                            | 39                                            |
| Datenquelle: Historisches Gemeindeverzeichnis für Hessen: Die Bevölkerung der Gemeinden 1834 bis 1967. Wiesbaden: Hessisches Statistisches Landesamt, 1968. Weitere Quellen: LAGIS; Gemeinde Hofbieber; Zensus 2011 |                                               |                                               |                                               |                                               |

### Historische Religionszugehörigkeit
| • 1885: | 47 katholische (= 100 %), ein jüdischer Einwohner |
| • 1961: | 53 katholische (= 100 %) Einwohner                |

## Politik
Für Obergruben besteht ein Ortsbezirk (Gebiete der ehemaligen Gemeinde Obergruben) mit Ortsbeirat und Ortsvorsteher nach der Hessischen Gemeindeordnung. Der Ortsbeirat besteht aus drei Mitgliedern. Bei den Kommunalwahlen in Hessen 2021 betrug die Wahlbeteiligung zum Ortsbeirat 55,26 %. Alle Kandidaten gehörten der Bürgerliste an. Der Ortsbeirat wählte Esther Kuhnert-Bieker zur Ortsvorsteherin.